# Michael Fallon
Michael Cathel Fallon MP (født 14. maj 1952) er en britisk konservativ politiker, der er medlem af Underhuset.
Michael Fallon blev forsvarsminister i 2014, og han har tidligere været næstformand for det konservative parti.

## Medlem af Underhuset
Fra 1983 til 1992 var Michael Fallon valgt til Underhuset for Darlington-kredsen i County Durham. Fra 1997 repræsenterer han Sevenoaks-kredsen i Kent.

## Konservativ næstformand
Michael Fallon var næstformand for det konservative parti i 2010–2012.

## Ministerposter
Michael Fallon var viceminister for forretning og iværksætteri i 2012–2014. I 2013–2014 var han desuden energiminister.

## Forsvarsminister
Michael Fallon blev udnævnt til forsvarsminister i 2014. Han fortsatte på denne post i regeringerne David Cameron II (2015–2016) og Theresa May (fra 2016).